# Maternus Kolínský
Svatý Maternus II. Kolínský (asi 285–315) byl čtvrtý biskup trevírský a následně šestý historicky známý biskup kolínský.

## Život
Podle legendy byl žákem svatého Eucharia, prvního biskupa v Trevíru. Byl vysvěcen na biskupa a poslán do Kolína nad Rýnem, coby první sídelní biskup.